# Carla Azar
Carla Azar – amerykańska multiinstrumentalistka, członkini zespołu Autolux. Gra przede wszystkim na perkusji, ale także na dzwonkach, ksylofonie, melotronie, pianinie i gitarze basowej.

## Kariera
W 1987 roku brała udział w nagraniu debiutanckiego albumu Wendy and Lisa. W 1993 roku Azar została zaproszona przez Scotta Cutlera i Anne Preven do utworzonego przez nich zespołu – Ednaswap. Składu dopełnili Paul Bushnel i Rusty Anderson. Zagrała na dwóch pierwszych albumach grupy, wydanych przez East West/Elektra Records, debiutanckim Endaswap i drugim Wacko Magneto. Po odejściu z grupy zastąpił ją Scot Coogan.
W 2000 roku w Los Angeles przy okazji pracy nad muzyką do przedstawienia Accidental Death of an Anarchist według sztuki Dario Fo poznała Eugene’a Goreshtera. Razem z nim i z Gregiem Edwardsem utworzyli zespół Autolux. Azar poznała Edwardsa podczas wspólnej trasy koncertowej Ednaswap i poprzedniej grupy Edwardsa, Failure and Local H. W sierpniu 2000 jako Autolux zadebiutowali dając dwa koncerty na Silverlake Lounge. W marcu 2001 grupa wydała własnym sumptem EPkę Demonstration. Niedługo potem podpisali kontrakt z wytwórnią DMZ.
W 2002 roku Azar i Josh Klinghoffer koncertowali wspólnie z Vincentem Gallo; oprócz perkusji, Azar grała na koncertach na gitarze i melotronie.
W 2005 roku gościnnie zagrała na perkusji na albumie T Bone Burnetta The True False Identity i Johna Frusciante Curtains.
W styczniu 2008 wspólnie z PJ Harvey, Johnem Parishem, Erikiem Drew Feldmanem i Giovannim Ferrario brała udział w nagraniu albumu A Woman a Man Walked By (2009)
W 2014 roku zagrała w filmie Frank Lenny’ego Abrahamsona, wcieliła się w postać perkusistki Nany.

## Życie prywatne
W 2002 roku Azar spadła ze sceny podczas koncertu Autolux przed występem Elvisa Costello. Doznała skomplikowanego złamania i podejrzewano, że nie będzie mogła więcej grać na perkusji. Dzięki specjalistycznemu leczeniu udało się jednak uzyskać pomyślne zrośnięcie kości.

## Dyskografia

### Autolux
- Demonstration (2001)
- Future Perfect (2004)
- Transit Transit (2010)

### Z innymi artystami
- Fruit at the Bottom – Wendy and Lisa (1989)
- Dream Harder – The Waterboys (1993)
- Trampoline – Joe Henry (Mammoth Records) (1996)
- Vagabundo – Robi Draco Rosa (Sony Records) (1996)
- Come to Where I’m From – Joseph Arthur (2000)
- Fan Dance – Sam Phillips (Nonesuch Records) (2001)
- Mad Love – Draco Rosa (Sony - Columbia) (2004)
- A Boot and a Shoe – Sam Phillips (Nonesuch Records) (2004)
- Curtains – John Frusciante (Record Collection) (2005)
- The True False Identity – T Bone Burnett (DMZ) (2006)
- A Woman a Man Walked By – PJ Harvey i John Parish (2009)
- Tomorrow Never Knows – Alison Mosshart (OST Sucker Punch) (2011)